# Dichagyris squalidior
Dichagyris squalidior är en fjärilsart som beskrevs av Otto Staudinger. Dichagyris squalidior ingår i släktet Dichagyris och familjen nattflyn. Inga underarter finns listade i Catalogue of Life.